# Myonia lindigii
Myonia lindigii är en fjärilsart som beskrevs av Felder 1868. Myonia lindigii ingår i släktet Myonia och familjen tandspinnare. Inga underarter finns listade i Catalogue of Life.